# Ghosted (Album)
Ghosted ist ein Jazzalbum von Oren Ambarchi, Johan Berthling und Andreas Werliin. Die im November 2018 im Studio Rymden, Stockholm, entstandenen Aufnahmen erschienen am 15. April 2022 auf dem Label Drag City.

## Hintergrund
Der Gitarrist Oren Ambarchi und der Bassist Johan Berthling kennen sich seit den 2000er-Jahren, und der Schlagzeuger Andreas Werliin war bereits mit ihrer kollektiven Arbeit vertraut, als er 2015 ihr gemeinsames Album Tongue Tied abgemischt hatte. Im November 2018 trafen sich die drei Musiker im Tonstudio von Daniel Bengtson in Stockholm, um gemeinsam das Album Ghosted einzuspielen. Christer Bothén, ein schwedischer Multiinstrumentalist, der in den 1970er-Jahren mit Don Cherry zusammengearbeitet hatte, unterstützte das Trio auf Track I; hier spielt er, wie bereits auf Cherrys Album Eternal Now von 1974, die Donso N’goni, eine lautenähnliche westafrikanische Stegharfe.

## Titelliste
- Oren Ambarchi / Johan Berthling / Andreas Werliin – Ghosted (Drag City – DC838)[2]

1. I 8:01
2. II 9:32
3. III 15:49
4. IV 4:44

Die Kompositionen stammen von Oren Ambarchi, Johan Berthling und Andreas Werliin.

## Rezeption

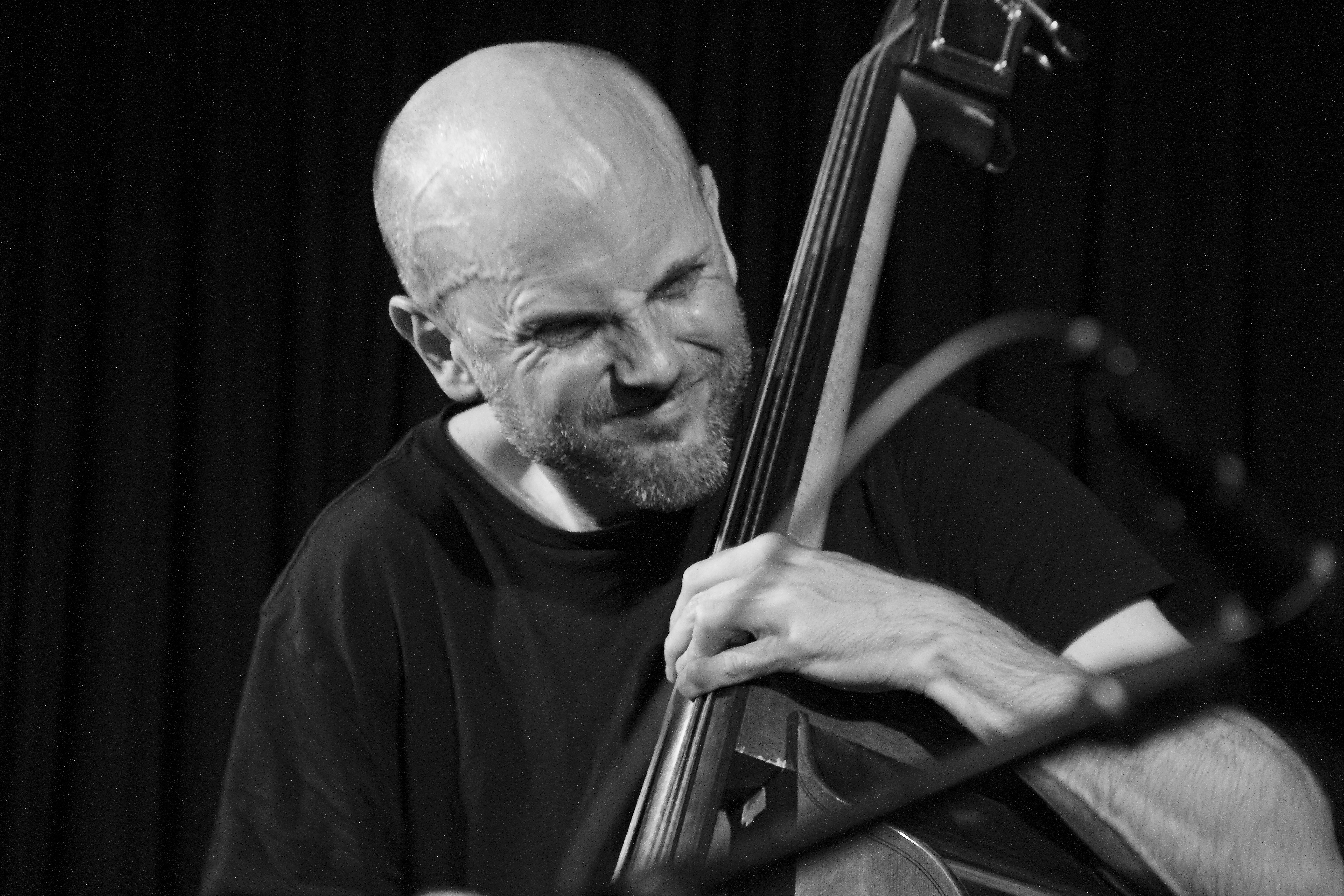
Johan Bertling mit dem Arashi Trio (mit Paal Nilssen-Love und Akira Sakata) im club W71 in Weikersheim 2018

Nach Ansicht von Marcus Köhler (Saitenkult) testet diese Musik zurückhaltend, aber stets komplex,  sanft die Grenzen, die normalerweise Minimalismus und Improvisation trennen, während sie subtile Aromen von modernem Jazz, Post-Rock und Avantgarde untereinander vermengen. Die vier unbetitelten Instrumentalnummern würden jedenfalls wie organisch zusammengefügt wirken; nichts erscheine erzwungen und alles gleite wie von selbst dahin – und das Trio sei der perfekte Kanal für die größtenteils gespenstischen Passagen. Die drei Protagonisten würden dabei die Beziehung zwischen Wiederholung und Differenz erforschen, die in dieser Art von Erkundungsmusik seit langem eine Faszination ausmachte – und sie erschafften etwas, das zugleich desorientierend als auch frei fließend klinge.
Auf Ghosted herrsche der Groove, meinte Philip Sherburne in Pitchfork Media; das Album präsentiere aber ein sorgfältig reduziertes Klangbild. Ambarchi schaffe auf seiner Gitarre eine Klangflut; diesen weit geöffneten Klang würden die drei Spieler mit vergänglichen Formen füllen, die auf eine mögliche Bedeutung hinter dem Albumtitel hinweisen: Die Musik schwimme in schwirrenden Formen, flackernden Energiespuren, die sich fast übernatürlich anfühlen. Der erste sei der fröhlichste und unbeschwerteste der vier Tracks des Albums, mit einem schlurfenden, kreisförmigen Groove und einer abfallenden Zwei-Noten-Basslinie, die das Gefühl einer Wüstenstraße hervorrufe, die endlos auf den Horizont zusteuert. In Ton und Stimmung erinnere es leicht an Joshua Abrams und seine Gruppe Natural Information Society, wo die Guimbri – ein nordafrikanischer Nachkomme der Ngoni – eine ähnlich hypnotische Rolle spiele.
Ambarchis Gitarrenspiel sei hier in wunderbar nuancierter Form, aber die Rhythmusgruppe würde „quantenmechanische Ebenen der Faszination“ erreichen, lobte Daryl Worthington (The Quietus). Das einzigartige Zusammenspiel von Berthling und Werliin werde auf „III“ am deutlichsten; als längstes Stück des Albums biete es der Band die nötige Dauer, damit der kumulative Effekt greifen kann. Berthlings Bass sei eine verknotete Schleife von Tönen, voll von sich ständig neu einstellendem Schwung. Werliins Trommeln zerstreuen und hüpfen durch das Gewirr und würden intensiver, während sie immer mehr mikroskopisch kleine Lücken finden, um sie im Rhythmus zu formen.